# Wahlen in den Vereinigten Staaten 2014

Karte der US-Bundesstaaten zum Senat:
Eine schwarze Linie weist auf zwei Senatswahlen in dem jeweiligen Bundesstaat hin, wobei eine Wahl außerplanmäßig ist (Nachwahl)

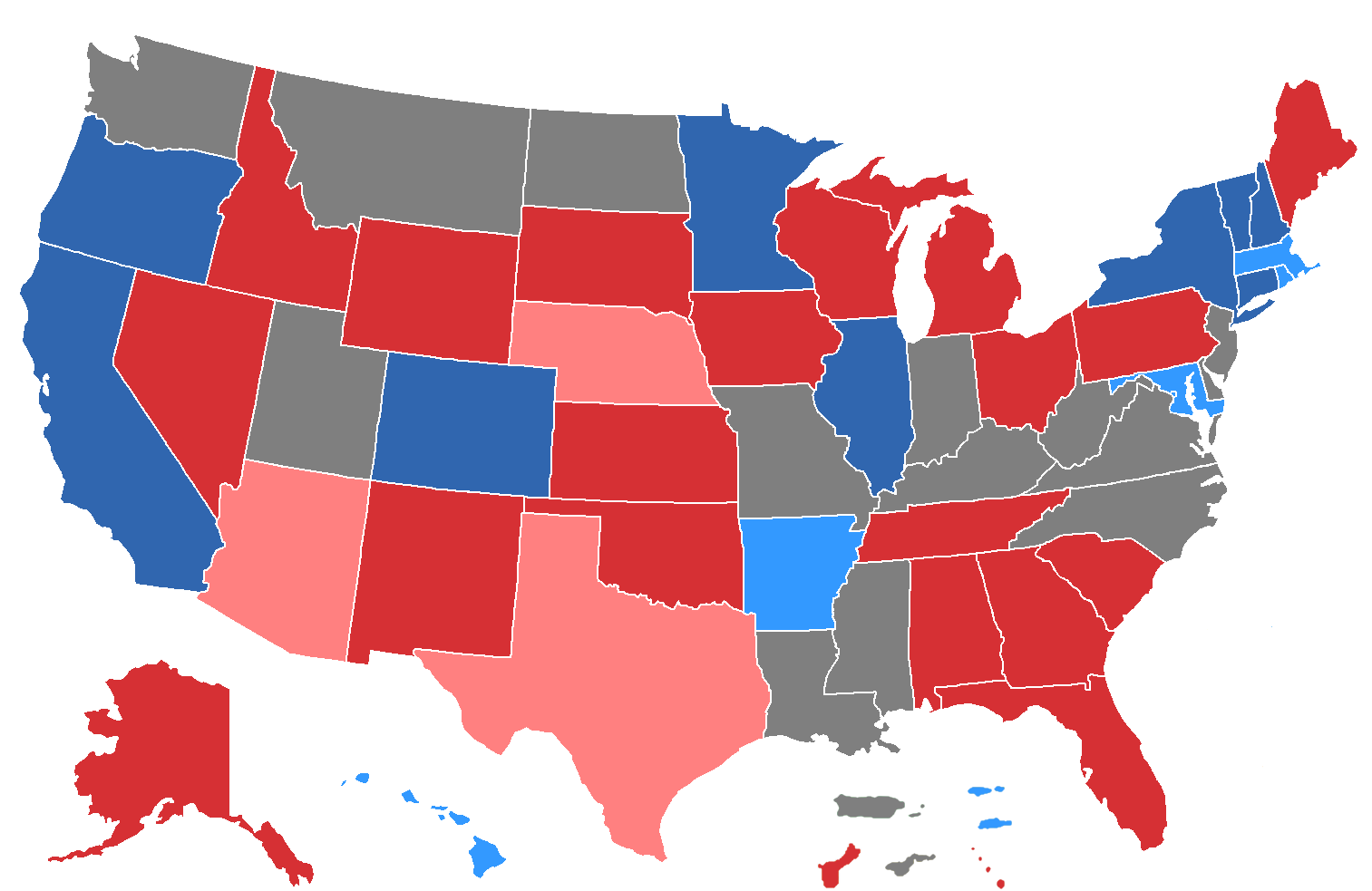
Karte zu den Gouverneurswahlen:

Die Wahlen in den Vereinigten Staaten 2014 fanden am 4. November 2014 statt. Es handelte sich um Halbzeitwahlen (englisch midterm elections) während der zweiten Amtszeit von US-Präsident Barack Obama. Sie liegen genau zwischen zwei Präsidentschaftswahlen.

## Überblick
Gewählt wurden am 4. November 2014:
- 36 der 100 US-Senatoren, davon alle 33 Senatoren der Klasse 2 sowie drei weitere Mandate anderer Klassen im Rahmen einer Sonderwahl; siehe Wahl zum Senat der Vereinigten Staaten 2014
- alle 435 Abgeordneten des US-Repräsentantenhauses; siehe Wahl zum Repräsentantenhaus der Vereinigten Staaten 2014
- 36 Gouverneure der Bundesstaaten und drei Gouverneure von Außengebieten; siehe Gouverneurswahlen in den Vereinigten Staaten 2014
- zahlreiche Mandate in den Parlamenten der Bundesstaaten (manche Staatssenate werden alle zwei Jahre zur Hälfte gewählt, während die Abgeordnetenhäuser wie das Repräsentantenhaus alle zwei Jahre komplett neu gewählt werden)
- zahlreiche Wahlen auf Ebene der Countys und Kommunen
- staatenweit sowie lokal wurden auch Volksabstimmungen abgehalten

Die parteiinternen Vorwahlen zur Bestimmung der jeweiligen Kandidaten fanden je nach Bundesstaat zwischen März und September 2014 nach unterschiedlichen Verfahren statt. Die verschiedenen Daten und Wahlmodule sind durch unterschiedliche Wahlrechtsgesetze der Staaten begründet.
Beide neugewählten Kongresskammern halten ihre konstituierende Sitzung am 3. Januar 2015 ab. Bei den Gouverneuren ebenso wie den Bundesstaatsparlamenten beginnt die neue Amtszeit je nach Bundesstaat zwischen Ende Dezember 2014 und Ende Januar 2015.

## Wahlkampf
Die letzten midterm elections im Jahr 2010, während Präsident Obamas erster Amtsperiode, sahen deutliche Zugewinne der Republikaner in beiden Kongresskammern. Während die Demokraten, die Partei des Präsidenten, ihre Mehrheit im Senat halten konnten, errangen die Republikaner eine Mehrheit der Mandate im Repräsentantenhaus. Auch nach den Wahlen 2012, bei denen Barack Obama im Weißen Haus bestätigt wurde, änderte sich an dieser Situation nichts. Trotz Zugewinnen konnten die Demokraten die Mehrheit im House nicht wieder erlangen. Für 2014 gingen die meisten politischen Beobachter von leichten Verlusten für die Demokraten aus. Welche Partei nach den Wahlen die Mehrheit im Senat stellen wird, galt als völlig offen. Die Republikaner benötigten sechs weitere Mandate für eine Senatsmehrheit. Im historischen Kontext ist es durchaus häufig der Fall, dass die Partei des Präsidenten bei den midterm elections Mandate im Kongress verliert.
Bei den Gouverneurswahlen ergab sich ein gemischtes Bild. Laut politischen Beobachtern galten Wechsel der Parteizugehörigkeit der jeweiligen Gouverneure als möglich, und zwar sowohl zu Gunsten der Republikaner als auch zu Gunsten der Demokraten. Dies galt sowohl für offene Wahlen als auch für jene, bei denen der Amtsinhaber kandidiert.
Wahlkampfthemen waren bei den Kongresswahlen insbesondere die wirtschaftliche Lage, die Gesundheitsreform („Obamacare“), das hohe Defizit im Staatshaushalt als auch außenpolitische Gegebenheiten (unter anderem Krisen in der Ukraine und der Kampf gegen den Islamischen Staat im Irak und in Syrien) gewesen.
Bei Gouverneurswahlen und Wahlen zu den Bundesstaatsparlamenten standen vor allem die den jeweiligen Staat betreffenden Themen im Vordergrund. Diese hängen entsprechend stark vom jeweiligen Bundesstaat ab. Themenbereiche wie die Wirtschafts- und Finanzpolitik, Bildung und Infrastrukturfragen hatten aber durchgehend hohe Bedeutung für den Wahlkampf.

## Ausgang
Als Wahlsieger gelten die Republikaner, die nicht nur im Repräsentantenhaus mehr als zehn Mandate hinzugewinnen konnten, sondern auch die Mehrheit im Senat errangen. So fielen ihnen acht weitere Mandate zu, was eine Mehrheit von 54 der 100 Sitze zustande brachte. Dazu trugen auch einige Überraschungssiege von republikanischen Kandidaten bei. Das Erringen der Senatsmehrheit durch die Republikaner wurde nicht zuletzt auch durch die ungünstige Ausgangssituation der Demokraten begünstigt: Das Drittel der Senatssitze, die zur Wahl standen, wurde von mehr Demokraten besetzt. Entsprechend hatten diese mehr Mandate zu „verteidigen“, da sie bei den Wahlen von 2008, als diese Posten zuletzt gewählt wurden, starke Zugewinne zu verbuchen hatten (2016 kehrt sich dies beispielsweise wieder um). Erwartet werden durch den Wahlausgang weitreichende politische Folgen, da Präsident Obama noch mehr als bisher auf Kompromisse mit den Republikanern angewiesen ist. Diesen ist es jedoch trotz ihrer Mehrheiten nicht möglich, Gesetze im Alleingang zu verabschieden, da der Präsident jederzeit von seinem Vetorecht Gebrauch machen kann. Für dessen Zurückweisung wäre eine Zweidrittelmehrheit in beiden Kammern notwendig.
Auch bei den Gouverneurswahlen waren die Republikaner überwiegend erfolgreich. Anders als im Kongress war dies im Vorfeld nicht erwartet worden, da Umfragen mehr republikanische Gouverneure von der Abwahl bedroht sahen. Am Wahltag jedoch konnten die Demokraten mit ihren Bewerber Tom Wolf nur in Pennsylvania den republikanischen Regierungschef Tom Corbett besiegen. Alaskas republikanischer Gouverneur Sean Parnell unterlag seinem parteilosen Herausforderer Bill Walker knapp, nachdem die Demokraten auf einen eigenen Bewerber verzichtet hatten (bzw. dieser an der Seite als Vizegouverneur kandidierte). In Illinois hingegen musste sich der demokratische Gouverneur Pat Quinn seinem Herausforderer Bruce Rauner geschlagen geben. Die Republikaner gewannen bei den Gouverneurswahlen auch die zuvor demokratisch regierten Bundesstaaten Arkansas, Maryland und Massachusetts, wo der Amtsinhaber entweder von einer weiteren Kandidatur ausgeschlossen war oder darauf verzichtet hatte.